# Getica

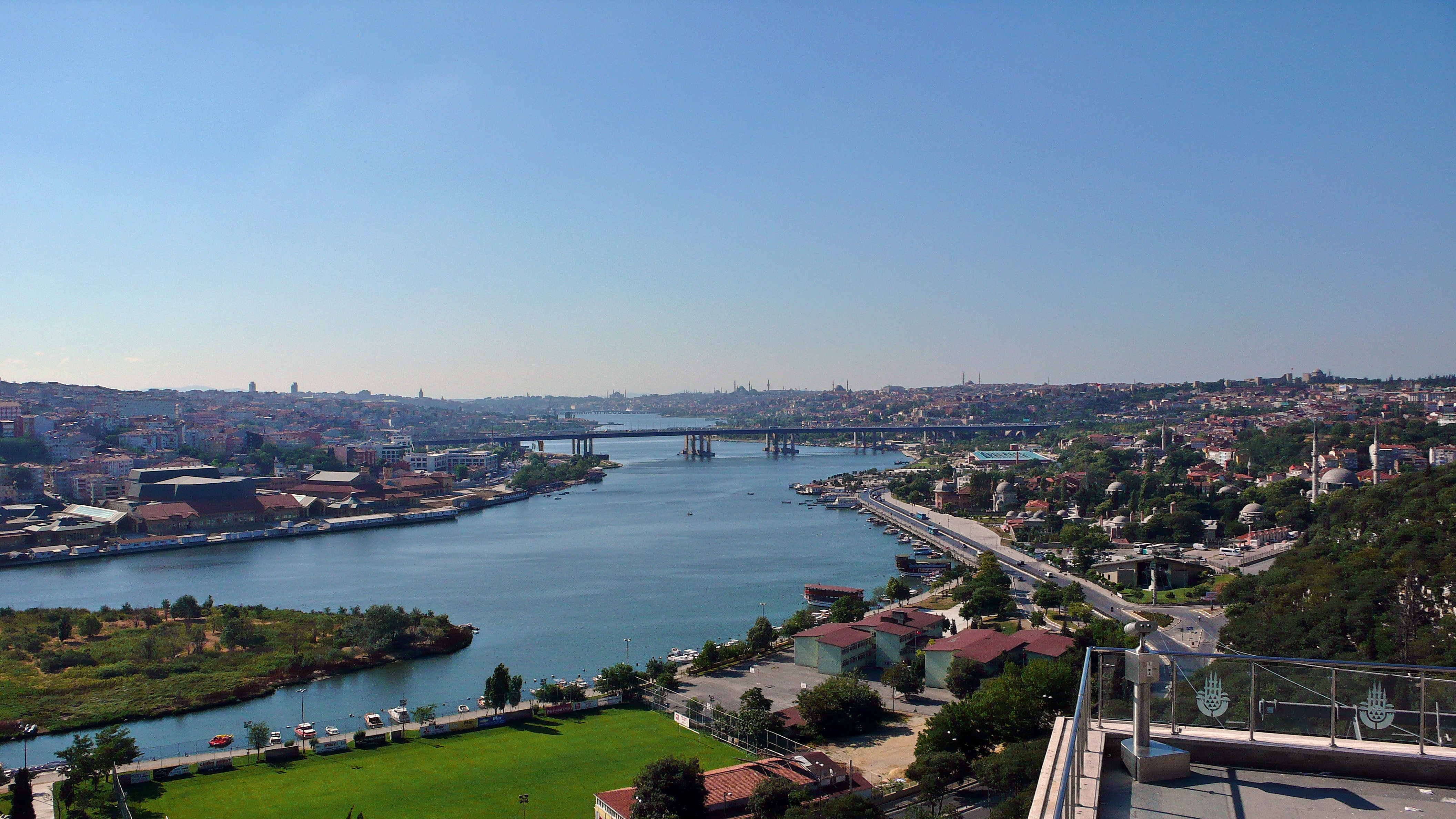
La Estambul moderna, emplazamiento de la antigua Constantinopla, capital del Imperio romano de Oriente, donde Jordanes escribió Getica.

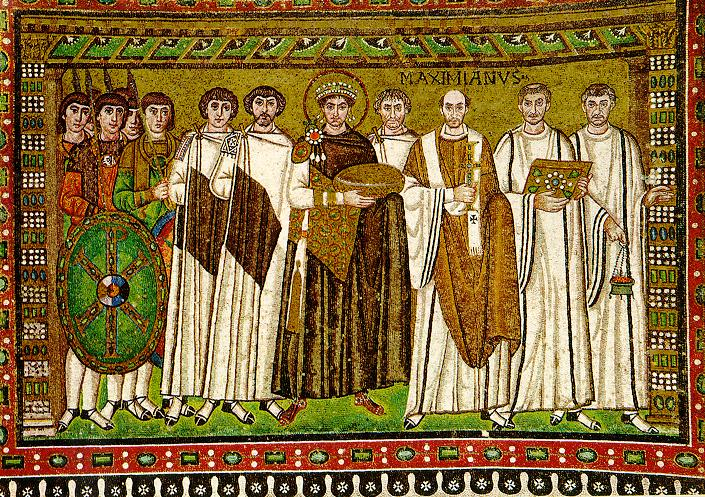
Justiniano I, mosaico de Rávena.

El Origen y hechos de los Godos (en latín: De origine actibusque Getarum, o De Getarum (Gothorum) Origine et Rebus Gestis, o De Rebus Geticis), con frecuencia referida por el nombre que le diera Theodor Mommsen en 1882, Getica, fue escrita por Jordanes y publicada en 1551. Fue presentada como un resumen de una voluminosa obra de Casiodoro sobre el origen e historia de los godos, el Libri XII De Rebus Gestis Gothorum, del cual no se conoce ninguna copia.
El libro fue hallado en Viena en 1442 por un humanista italiano llamado Enea Silvio Piccolomini. Su editio princeps apareció en 1515 de la mano de Konrad Peutinger, siguiéndole diversas ediciones.
En el Prefacio, Jordanes presentaba el plan de la obra:

«Condensar en mi propio estilo y en este pequeño libro, los doce volúmenes del Senador sobre el origen y hechos de los Getae (godos) desde la antigüedad hasta nuestros días.»

Jordanes admite tener acceso a dichos doce volúmenes durante tres días en los que memorizó sus hechos con exactitud, a los que también añadió cosas leídas y escuchadas por él mismo. Por ello, gran parte del libro es copia de la obra de Casiodoro, aunque resulta difícil saber los eventos que vienen de ella o son, por el contrario, propios de nuestro autor.
La Getica destaca por ser la única fuente de información que se conoce sobre el origen de los godos, quienes dominaron por un tiempo parte de la Europa oriental y fueron dispersados por los hunos.

## Datación y emplazamiento de la autoría
Jordanes nos dice en la Getica que interrumpió sus escritos sobre la Romana para escribir Getica, y después terminar la Romana. Afirma en la Romana que la escribió en el vigésimo cuarto año del emperador Justiniano, que empezó el 1 de abril de 551. Asimismo en la Getica menciona una plaga acaecida nueve años antes, probablemente se refiere a la conocida como "Plaga de Justiniano" que se iniciara en Egipto en 541, y llegó a Constantinopla en 542.

## Relevancia
Debido a que la versión original de la historia de los godos de Casiodoro no ha sobrevivido hasta nuestros días, la obra de Jordanes es una de las fuentes de información más importantes para el periodo de la migración de las tribus germánicas, así como de ostrogodos y visigodos, en especial desde el siglo III. El principal propósito de la obra original de Casiodoro fue dar un pasado glorioso a las clases dirigentes de los godos, comparable al de las familias senatoriales romanas.
La edición clásica es la que en el siglo XIX redactara Theodor Mommsen (en las Monumenta Germaniae Historica, auctores antiqui, v. ii.), basada en el malogrado Manuscrito de Heidelberg, redactado en Heidelberg hacia el siglo VIII, y que lamentablemente ardió en el incendio de la casa de Mommsen en 1880.
Posteriores descubrimientos —el manuscrito Panormitanus— permiten afirmar el dominio que Jordanes tenía del latín, desmintiendo la tradicional visión de un idioma bárbaro y decadente, fruto más al parecer del desconocimiento del latín de los copistas nórdicos del manuscrito Heidelbergensis.